# Tridacninae
Tridacninae é uma subfamília de moluscos bivalves comumente conhecidos como mexilhões gigantes. Esta subfamília possui as maiores espécies de bivalves, incluindo Tridacna gigas, o mexilhão gigante. Elas possuem conchas pesadas, adornadas com 4 a 6 dobras. O manto é normalmente bem colorido. Habitam recifes de coral nas águas quentes da região do Indo-Pacífico. Em algumas delas, como nas Filipinas, os membros dessa família são avidamente coletados para aquários marinhos. A maioria vive em simbiose com dinoflagelados e algas do gênero zooxantela.

## Sistemática
Algumas vezes estes bivalves gigantes são ainda considerados como uma  família em separado, Tridacnidae, mas modernas análises filogenéticas as incluíram como uma subfamília na superfamília Cardioidea.
Evidências genéticas recentes têm mostrado que elas são monofiléticas.
Dois gêneros e sete espécies são reconhecidos:

### Gêneros
- Hippopus Lamarck, 1799
- Tridacna Bruguière, 1797

#### Espécies reconhecidas
De Hippopus
- H. hippopus (Linnaeus, 1758)
- H. porcellanus Rosewater, 1982

De Tridacna:
- T. crocea Lamarck, 1819
- T. derasa (Röding, 1798)
- T. gigas (Linnaeus, 1758)
- T. rosewateri Sirenho & Scarlato, 1991
- T. squamosa Lamarck, 1819

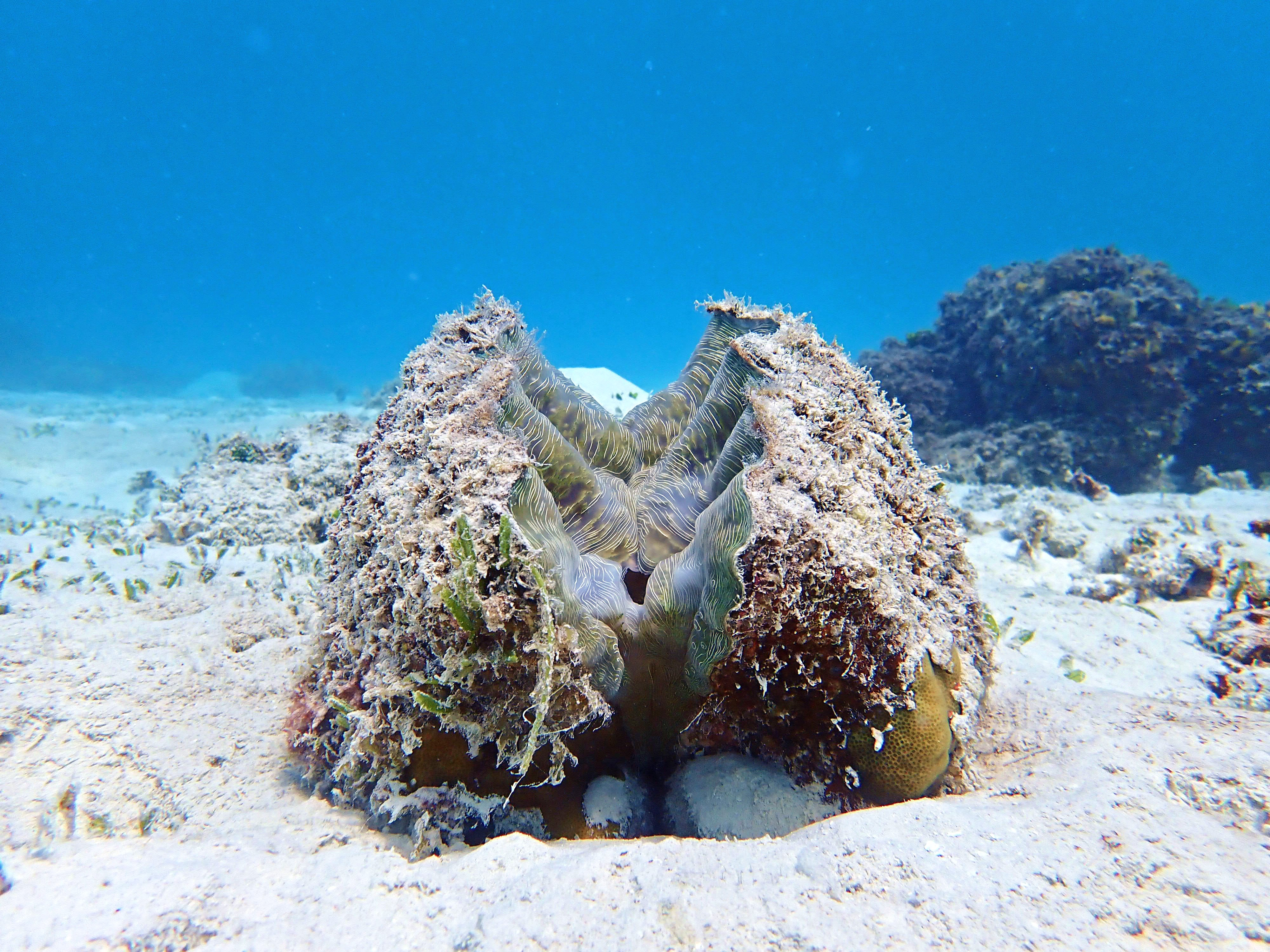
Hippopus hippopus (Vanuatu)
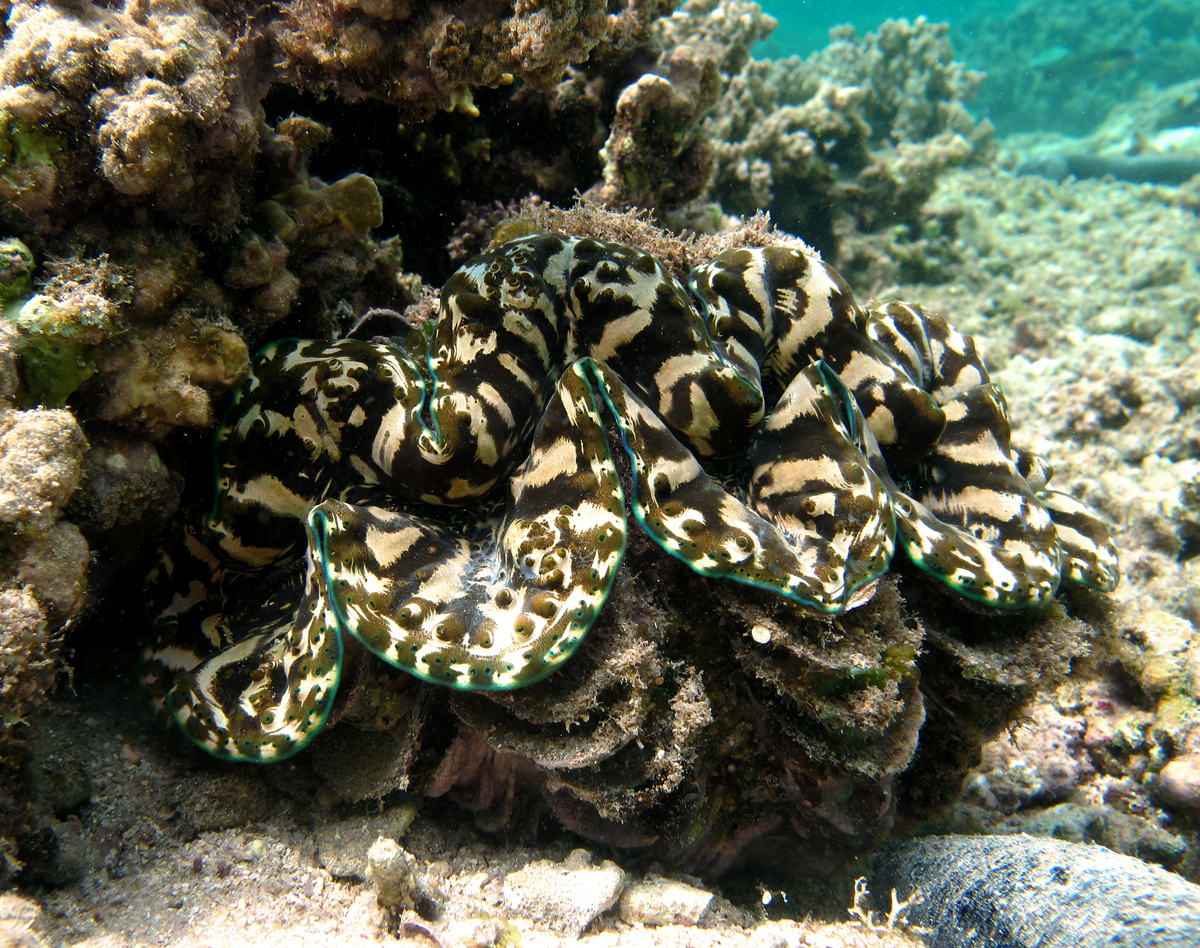
Tridacna squamosa (la Réunion)
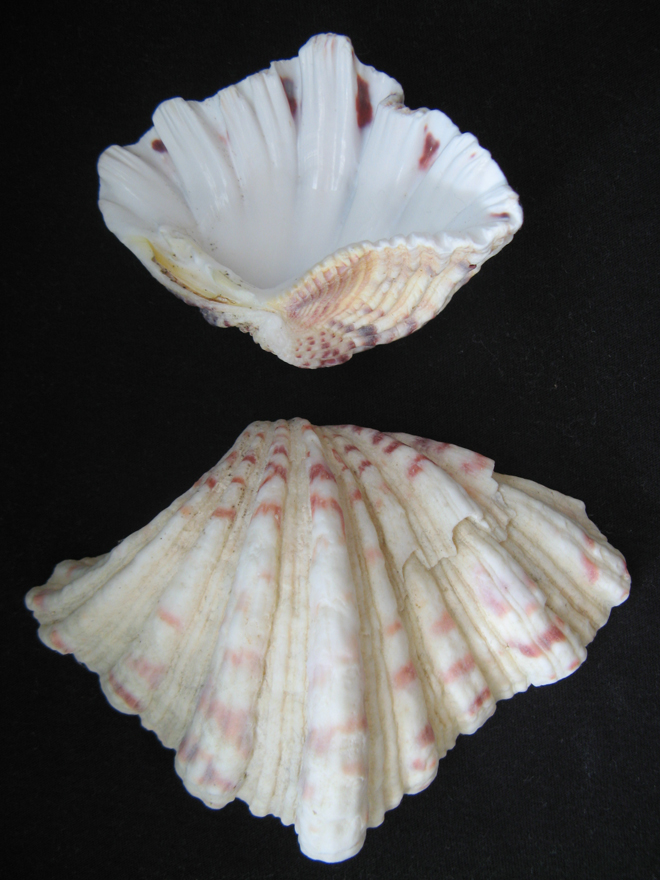
Hippopus hippopus
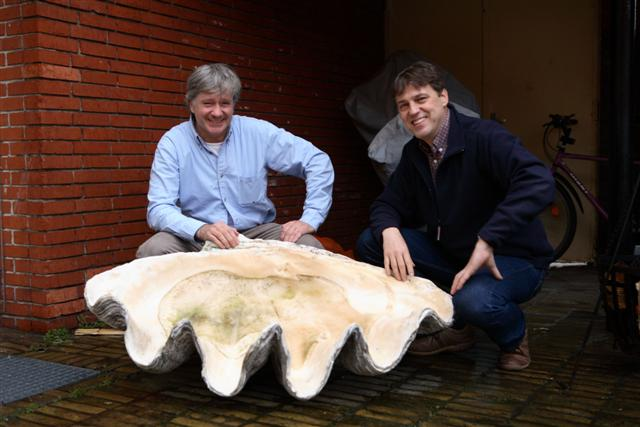
Tridacna gigas
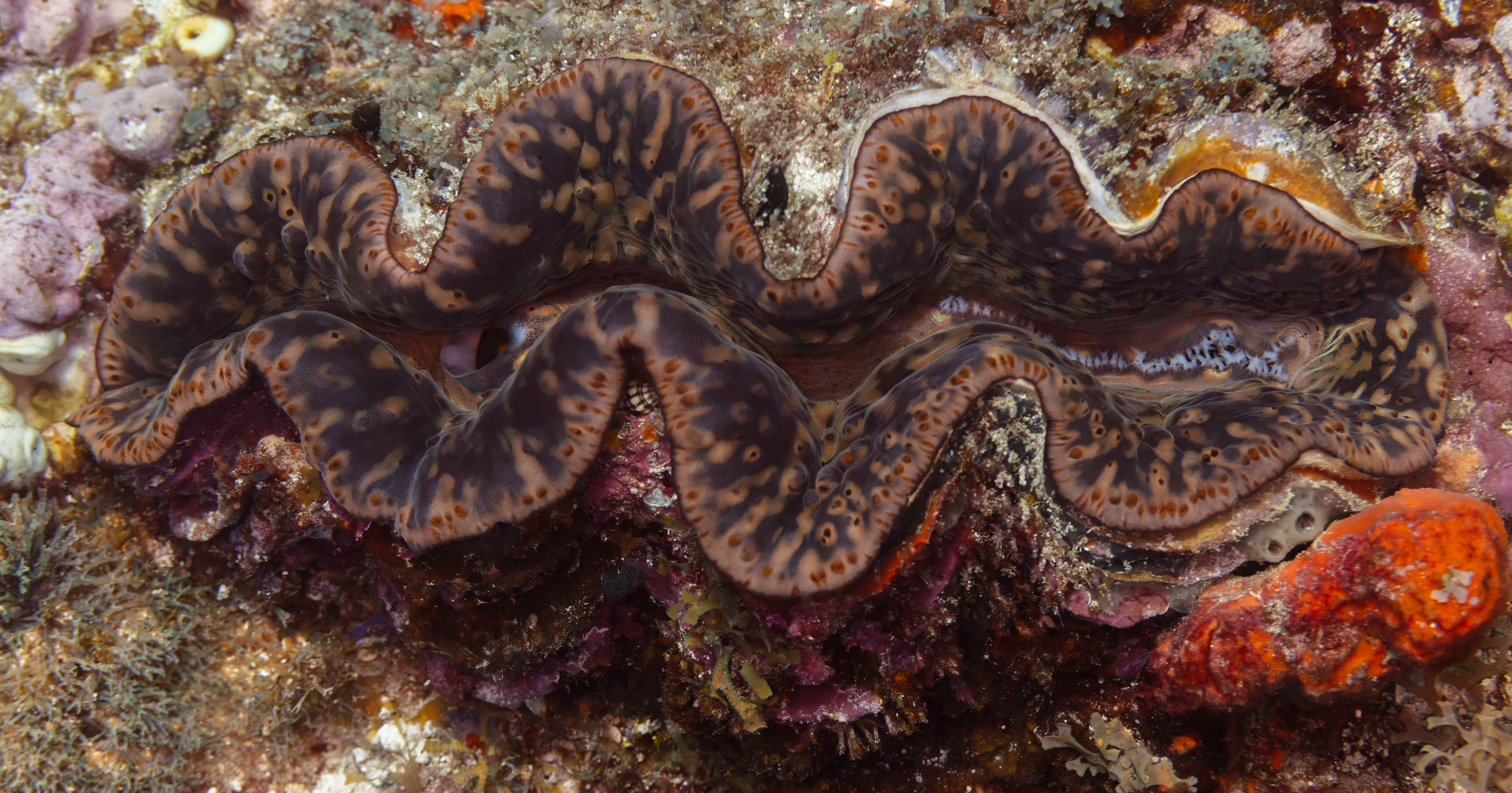
Tridacna maxima